# Dentro de la viñeta
Dentro de la Viñeta fue una publicación teórica sobre historieta editada desde Avilés, entre 1993 y 1997 como fanzine y entre 1999 y 2006 como revista. Fue dirigida en sus dos fases por Jorge Iván Argiz, aunque no en solitario.

## Primera época (1993-1997)
Fundada a partir del programa radiofónico del mismo nombre.Emitido por radio Activa de Avilés. Esta primera etapa estaba fundada por Pablo González, Juan Ignacio Sánchez, Gerardo González, Borja González, Alfonso Cobo Fernández y Manuel Ángel Fidalgo. Posteriormente se uniría Jorge iván Argiz a partir del número 3. De publicación aperiodica 
Como fanzine, "Dentro de la Viñeta" contó con un número 0, al que siguieron 8 números ordinarios, mayormente dedicados a los superhéroes. Colaboraron Juan Alberto Alonso, Martín Castaño, José Alfonso Cobo, Marcelino Fernández, Manuel Ángel Fidalgo Vega, Francisco de Borja González, Julián González Aréchaga, Gerardo Javier González Jiménez, Pablo González Menéndez, Javier Granda, Andrea Parissi, Carlos Otero, José Antonio Rubio, Paqui Sánchez y Pedro Terán Agraz.
Cada número contó con monografías dedicadas a un personaje de cómic, normalmente americanos. Entre ellos cabrían destacar Lobo, Sandman, Flash, Batman o Son Goku.
También contaba con secciones habituales dedicadas al Cine y juegos de rol. También realizaron Varios especiales relacionados con el salón del cómic de asturias junto con el fanzine también Avilesino Microphoney, dirigido por Andrea Parissi.

## Segunda época (1999-2006)
En 1999 volvió a lanzarse "Dentro de la viñeta", en esta ocasión como revista. Fue editada por Dude Comics y dirigida por Jorge Iván Argiz y Ángel de la Calle; entre sus colaboradores, pueden citarse a Jesús Cuadrado, Lorenzo Díaz, Norman Fernández, Alejandro Fernández de Caveda Pérez, Pepe Gálvez, Jordi Juanmartí, Germán Menéndez Flores, Agustín Oliver, Nino Ortea, José Miguel Pallarés, Rubén Paniceres, Juanjo Pérez, Javier Riva, Iván Roces Rodríguez, Jaime Rodríguez, Jaime Villabrille, Alejandro M. Viturtia, Yexus y Jorge Zentner. También contó con colabociones de los extranjeros Jaime Delano, John Ostrander o Larry Hama.
Sus últimos números fueron editados por la AAHA (Asociación de Amigos de la Historieta de Asturias). El último número fue el 32, con fecha de salida del 13 de octubre de 2006.